# XScale
XScale est un processeur à faible consommation électrique, fabriqué par Intel. Il fait suite au rachat de la technologie StrongARM de DEC en mai 1997 à la fin d'un procès sur des brevets, intenté par DEC à l'encontre d'Intel, qui lui aurait pris certaines de ses technologies pour produire les processeurs Pentium. C'est une architecture RISC 32 bits initialement développée par ARM, à laquelle Intel a ajouté ses propres extensions au jeu d'instructions. Ce microprocesseur est disponible avec une mémoire cache de 2 × 32 Kio, en boîtier BGA à 256 broches.
La famille XScale PXA a été rachetée par Marvell en 2006.

## Modèles de processeurs XScale
- Intel XScale PXA 250
  - Années : 2002

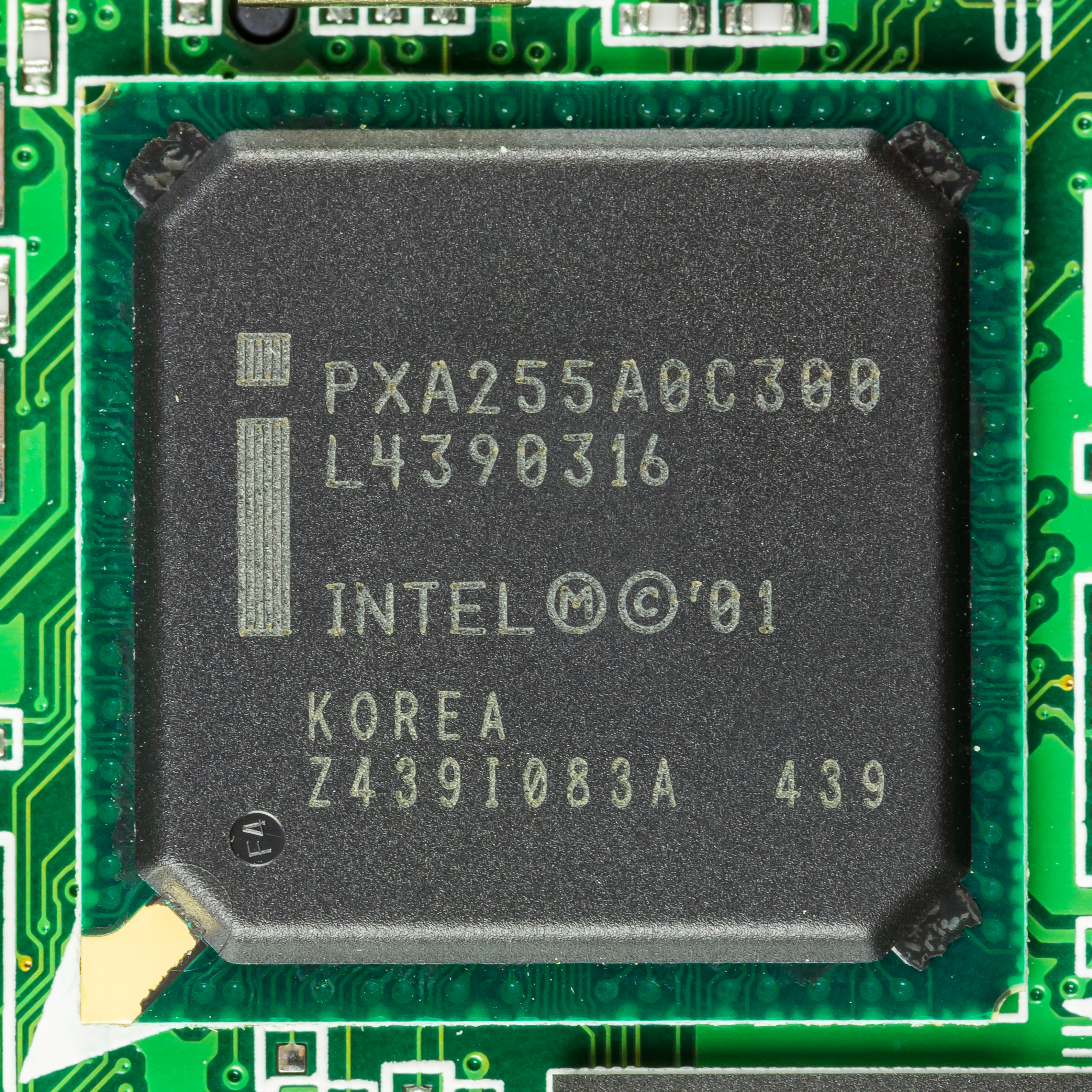
Intel PXA255

  - Fréquence CPU : 200, 300 et 400 MHz
  - Fréquence Bus : 100 MHz
  - Taille du chipset : 17 × 17 mm
  - Principaux PocketPCs : Toshiba e740, iPAQ h39XX / h5450, Dell X5, Toshiba e750, Acer n20, ASUS MyPal A600

- Intel PXA255Intel XScale PXA 255
  - Années : 2003
  - Fréquence CPU : 200, 300 et 400 MHz
  - Fréquence Bus : bus « interne » à 200 MHz et bus « externe » à 100 MHz.
  - Taille du chipset : 17 × 17 mm
  - Principaux PocketPCs (400 MHz): Acer n10, ASUS MyPal A620, DELL AXIM X5, iPAQ h2210 / h4150 / h5550, QTEK 2020, Mitac Mio 168 (300 MHz), Toshiba E350 (300 MHz)[2]

- Intel XScale PXA 260
  - Années : 2003/2004
  - Fréquence CPU : 200, 300 et 400 MHz
  - Fréquence Bus : bus « interne » à 200 MHz et bus « externe » à 100 MHz.
  - Taille du chipset : 13 × 13 mm
  - Principaux PocketPCs : DELL AXIM X3, QTEK 9090, TOSHIBA e800, SONY NX73-V (Palm)

- Intel XScale PXA 270 (Bulverde)
  - Années : fin 2004. Il s'agit de la dernière génération de chipset d'Intel
  - Fréquence CPU : 312 / 416 / 520 / 624 MHz
  - Fréquence Bus : bus « interne » à 200 MHz et bus « externe » à 100 MHz.
  - Taille du chipset : 6 × 6 mm
  - Nouveautés : Intel Wireless MMX / Intel SpeedStep [Ajustement dynamique de la puissance et de la performance du processeur en fonction de la demande du CPU] / Intel Quick Capture [Traitement de l'image par le processeur permettant d'obtenir des images vidéo en animation intégrale et photos jusqu’à 4 mégapixels sans l'aide de coprocesseur externe]
  - Principaux PocketPCs : ASUS MyPal A730, DELL AXIM X30 / X50 / X51, FUJITSU-SIEMENS Loox N560, iPAQ hx4700, TOSHIBA e830, HTC Universal, Acer N50, Treo 650, 680, 700 et 750

- Intel XScale PXA 3xx Monahans